# Григорян, Вартан Рубенович
Вартан Рубенович Григорян (26 января 1929, Дилижан, Армянская ССР — 28 марта 2019) — советский и армянский историк. Доктор исторических наук (1975).

## Биография
В 1952 году окончил исторический факультет Ереванского университета. В 1956 году окончил аспирантуру Института истории Академии наук Армянской ССР. В 1958 году стал кандидатом исторических наук, защитив диссертацию о Ереванском ханстве в конце 18 века. В 1975 году в Ереване защитил докторскую диссертацию об истории армянских поселений в Подолье.
С 1956 года работал младшим научным сотрудником, потом старшим научным сотрудником Института древних рукописей имени Месропа Маштоца при Совете Министров Армянской ССР «Матенадаран», с 1979 года — заведующий сектором.

## Научная деятельность
Специализируется на исследовании армянских колоний 15-18 веков на территории Украины и, в частности, Подолье. В 1963 году в Ереване опубликовал на армянском языке акты армянского суда Каменца-Подольского (16 века).
Автор монографии на русском языке «История армянских колоний Украины и Польши (Армяне в Подолье)» (Ереван, 1980).

## Награды
- Орден «За заслуги» III степени (21 августа 2007 года, Украина) — за весомый личный вклад в укрепление авторитета Украины в мире, популяризацию её исторических и современных достижений и по случаю 16-й годовщины Независимости Украины[2]. Вручение награды состоялось 31 октября в помещении Института древних рукописей «Матенадаран» в Ереване[3].
- Орден Креста земли Марии 4 класса (6 февраля 2006 года, Эстония)[4].